# نيكولاس كوبرنيكوس

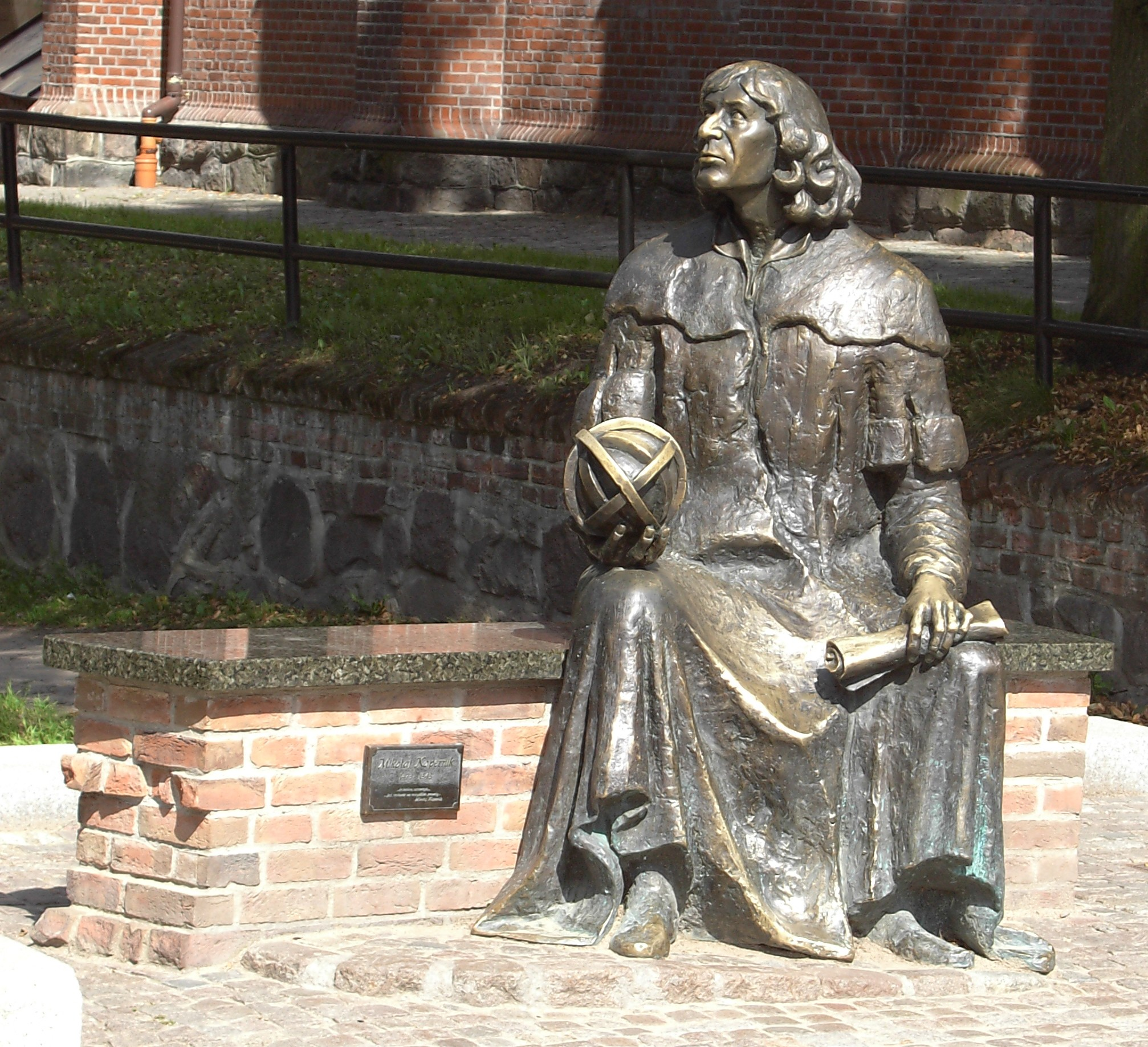
تمثال تذكاري تخليداً لكوبرنيكوس.

نيكولاس كوبرنيكوس (باللاتينية: Nicolaus Copernicus) ولد (19 فبراير 1473 – 24 مايو 1543) (بالبولندية: Mikołaj Kopernik، يلفظ: ميكواي كوبرنيك) هو راهب ورياضياتي وفيلسوف وفلكي وقانوني وطبيب وإداري ودبلوماسي وجندي بولندي كان أحد أعظم علماء عصره. يعتبر أول من صاغ نظرية مركزية الشمس وكون الأرض جرماً يدور في فلكها في كتابه «حول دوران الأجرام السماوية». وهو مطور نظرية دوران الأرض، ويعد مؤسس علم الفلك الحديث. الذي ينتمي لعصر النهضة الأوروبية - 1400 إلى 1600 ميلادية -.
ولمسؤولياته الجسام عدَّ الفلك بمثابة الهواية لكنه مع ذلك صاغ إحدى أهم النظريات في التاريخ محدثاً ثورة في علم الفلك وبالتالي في العلم المعاصر مشجعاً العلماء والباحثين على تحدي القوانين السائدة وتقديم العلم على العقائد الدوغمائية. أنفق ميكواي كوبيرنيك 20 عاماً من العمل على نظرية مركزية الشمس وكان عمله الأساسي تحت عنوان «حول دوران الأجرام السماوية» وقد انتهى من هذا العمل في عام 1539 م، وقد ظهر عمله هذا لأول مرة في عام 1543 م في مدينة فيرمبورك قبل وفاته بعدة أيام.
ألف بحثاً راح يعرضه على أصدقائه وزملائه، وخلاصة هذا البحث أن الشمس هي مركز هذه المجموعة التي من بينها كوكب الأرض. كما ألّف كتاب عدد دورة الأجرام السماوية في سنة 1533 ألقى سلسلة من المحاضرات في روما. عرض فيها مبادئ نظريته دون أن يثير غضب الكنيسة عليه، وعندما أكمل كتابه عن دورة الأجرام السماوية، لم ينشره خوفاً من الكنيسة أيضاً ولم يرَ هذا الكتاب النور إلا يوم وفاة نيكولاس. في هذا الكتاب أثبت: أن الأرض تدور حول نفسها. وأن القمر يدور حول الأرض. وأن الأرض والكواكب الأخرى كلها تدور حول الشمس.
ترجع شهرة كوبرنيكوس إلى تبنيه فكرة وجود الشمس وليس الأرض كجسم ثابت في مركز المجموعة الشمسية - نظرية العالم المعروفة وقتها - على أن تتحرك الأجسام الأخرى حولها. وبنظرة مركزية الشمس هذه وقف كوبرنيكوس مناهضاً لتعاليم بطليموس عن مركزية الأرض، التي ظلت وقتها طويلاً غير قابلة للطعن. وقد استند كوبرنيكوس في نظريته التي قدمها في هذا الكتاب إلى أن حركة الأجسام السماوية يمكن تفسيرها بطريقة أفضل وأبسط إذا تركنا فكرة وجود الأرض في مركز الكون.
أما الدليل على صحة تعاليم كوبرنيكوس فقد أعطاه كبلر بعد 80 سنة. بعد أن حرر نظرية كوبرنيكوس من نقائصها، وإن ظلت جداول تحسب على أساس كتاب كوبرنيكوس، كما استعملت بعضها كأساس للتقويم الغريغوري. ويأتي الدليل على أن كوبرنيكوس كان معروفاً جدا أثناء حياته من البحث عنده عن نصائح لتعديل التقويم الذي طال التخطيط من أجله.
خمسة أشخاص لعبوا دورا محوريا في نقل أوروبا من حالة السبات العميق إلى مرحلة النهضة. هؤلاء الأشخاص هم البولندي كوبرنيكوس، الدنماركي تيخو براهي، الألماني كبلر، الإيطالي جاليليو والإنجليزي نيوتن. ولعل أكثر هؤلاء الأشخاص تأثيرا هو كوبرنيكوس لأنه هو صاحب الضربة الأولى التي زلزلت كيانات الجمود القائمة في عصره بل وصدعتها بغير رجعة وجعلتها غير قابلة للإصلاح. إن نتائج أطروحات كوبرنيكوس قد تخطت حدود الفلك لتؤثر في الدين والسياسة والفلسفة والثقافة الإنسانية كلها. فقد قال كوبرنيكس أن الأرض تدور وأنها ليست مركز الكون ضاربا بذلك بنظرية بطليموس ـ أرسطو عرض الحائط والتي استمرت 20 قرناً والتي دعمتها الكنيسة لمدة 12 قرن وجعلت مجرد التشكيك في هذه النظرية كفراً. إذن الأرض تتحرك والكنيسة كانت كل هذه السنين الماضية على خطأ، كوبرنيكوس نفسه كان رجل دين فهو كاهن كنيسة فراونبورج في بولندا.

## النشأة

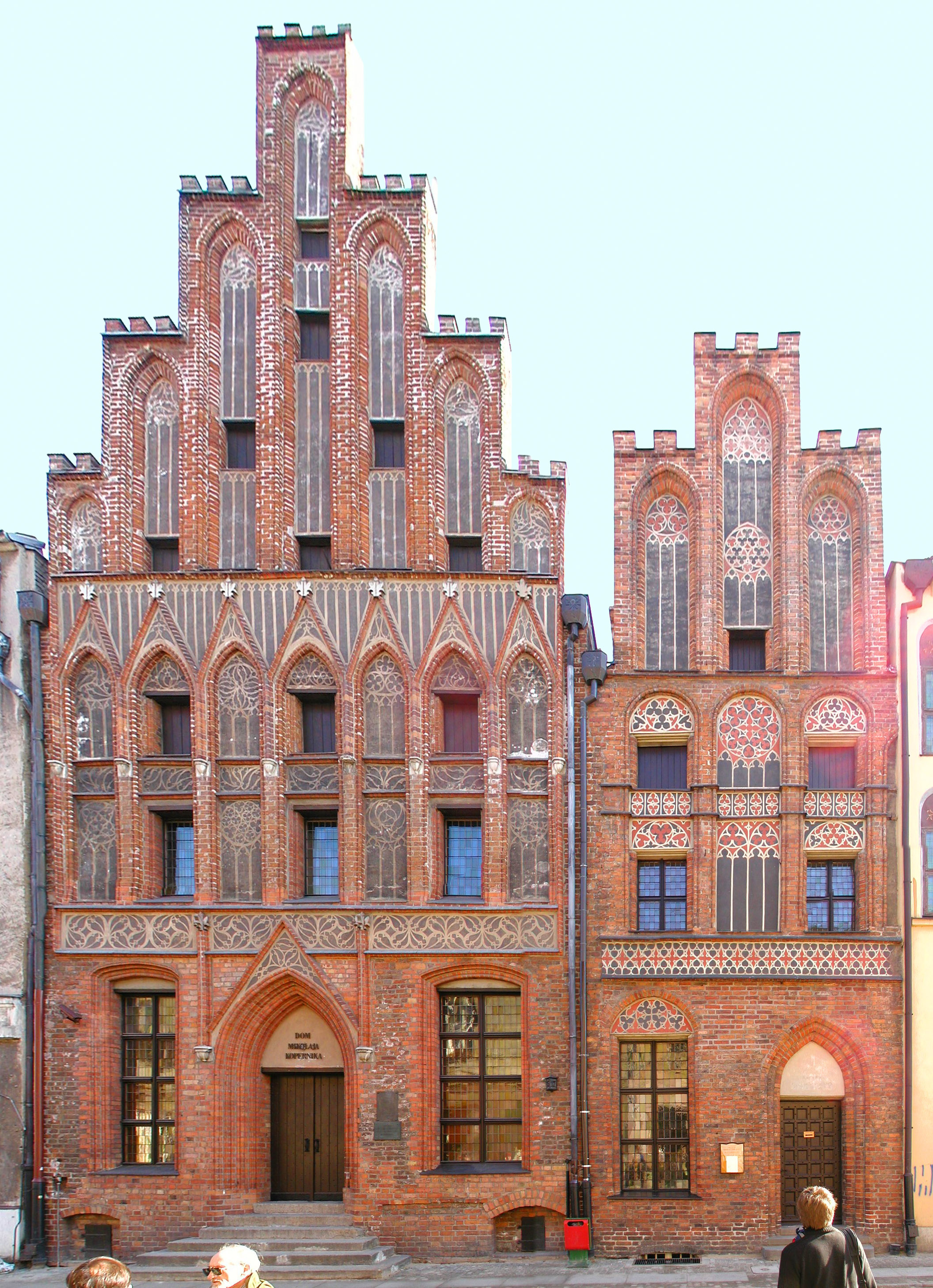
المنزل الذي نشأ فيه كوبرنيكوس في تورون في بولندا.

ولد نيكولا كوبرنيكس في بلدة تورون على حدود بروسيا في 19 فبراير 1473م في أسرة ثرية بمدينة تورون في بيت تسوده الرفاهية وفي جو مفعم بالوطنية. كان والده رجل أعمال ناجح يتاجر في السنترال ومواطناً محترماً في ميت خاقان مات ونيكولاس في العاشرة من عمره لتربيه أمه باربرا واتزنرود وخاله ووكاش فاتسينرود الذي كان أسقفاً ثم كبيراً لأساقفة مقاطعة فارمينسكي مع أشقائه الثلاثة. لكن الأب ترك ما يكفي لأن تعيش العائلة حياة كريمة ومحترمة، كان لكوبرنيكوس أخ واحد هو أندرياس الذي أصبح قساً وأختان باربرا وأصبحت راهبة بندكتية وكاثرينا التي تزوجت رجل أعمال ومستشاراً مدنياً.
وبعد فقدان كوبرنيكوس والده وهو في سن العاشرة تولى تربيته عمه أسقف أرملاند وبدأ كوبرنيكوس تعليمه في بلدة كراكوف عام 1491م حيث من الممكن أن يكون قد استمع فيها إلى محاضرات في الفلك. وفي عام 1496م سافر لدراسات أخرى في إيطاليا وذلك لفترة طويلة أولاً في بولونيا. وهناك درس القانون على وجه الخصوص وبجانب ذلك اهتم بالفلك. ثم أرسله البابا في عام 1500م إلى روما لدراسة الفلك وبعد ذلك إلى بادروا حيث درس الطب على وجه الخصوص حتى عام 1503م بعدها عاد إلى وطنه فمكث بعض الوقت في كراكوف حيث عمل كطبيب أمراض باطنية لعمه في هايلسبرج - الآن ليدزبارك فارمنسكى - وبعد وفاة عمه رحل كوبرنيكوس في عام 1512 كمطران إلى فراون بورج حيث بقى هناك إلى نهاية أيامه فوجد هناك الوقت الطويل لدراسته الفلكية وبين الحين والآخر شغل كوبرنيكوس مناصب إدارية ودينية.

### أعماله وهواية الفلك
وبفضل خاله بدأ كوبيرنيكوس دراسته في الأكاديمية الملكية - حالياً جامعة ياغيلونسكي - وهي جامعة معروفة في بولندا حيث يعتقد أن اهتمامه بالفلك بدأ هناك على يد أستاذه ألبرت برودزويسكي. كان تعليم كوبيرنيكوس شاملاً، فقد درس القانون في جامعة بولونيا الإيطالية، والطب في جامعة بادوفا وكذلك درس القانون الكنسي والتي أنهاها بالحصول على لقب الدكتوراه في القانون الكنسي في فيرارا. فقد درس في جامعة خاركوف، ذهب إلى إيطاليا وتخصص في دراسة الطب والقانون في جامعتي بولونيا وبادوا، ثم حصل على دكتوراه في التشريع من جامعة فيرارا، كان اهتمامه بالفلك شديداً ولكن في أوقات فراغه فقط فهو لم يعمل فلكياً محترفاً قط.

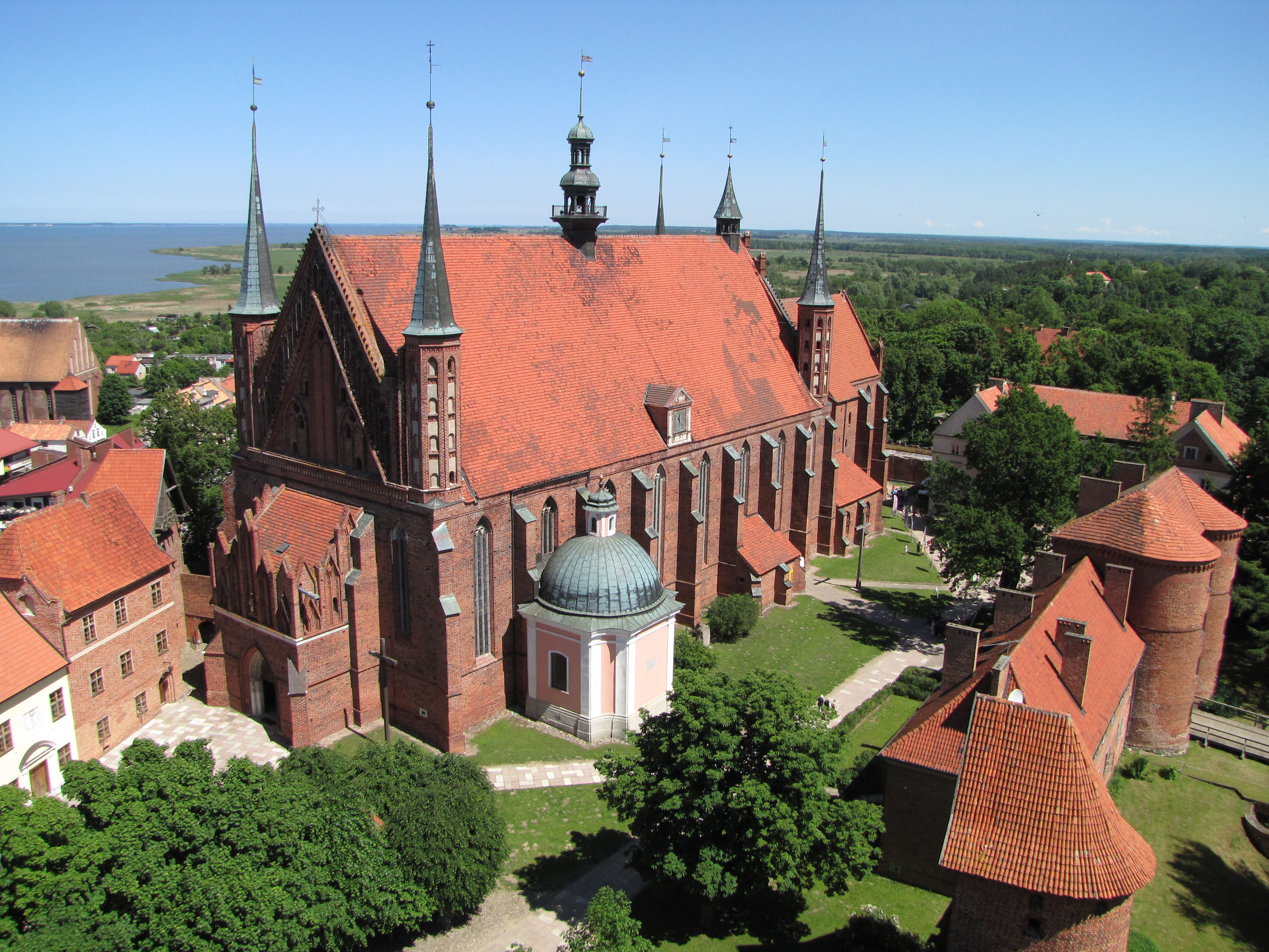
كاتدرائية فرومبورك.

درس العلوم الإنسانية والرياضية في الأكاديمية الملكية وآنذاك تعرف ولأول مرة على علم الفلك. بعد ذلك زادت اهتماماته بهذا العلم تحت رعاية الفلكي المعروف دومينيك م. ن من فيرارا. وعليه فقد قام بأعمال الرصد الفلكي ومراقبة الكواكب والنجوم في إيطاليا وباكتشاف ظاهرة كسوف النجم الدبران، الأمر الذي أكد له اقتناعه بالشك في حركة الأجرام السماوية التي كانت سائدة آنذاك.
في عام 1510 م وكمختص بالقانون الكنسي استقر في في مدينة فيرمبورك - بالألمانية فراوينبورج - وهو الاسم المقتبس من تسمية مريم العذراء المقدسة - وهناك اشترى بيتا لسكناه والذي كان مجهزاً لأعمال الرصد الفلكي ومراقبة الكواكب في السماء. بالإضافة إلى الدراسات الفلكية كان كوبيرنيكوس أيضا يمارس الطب - كان طبيباً وأسقفاً لمقاطعة فارمينسكي - كما مارس الاقتصاد أيضاً - حيث قام بوضع مشروع لإصلاح العملة - كما قام بوضع خارطة لمملكة بولندا وليتوانيا، وخلال الحرب التي اندلعت بين بولندا والفرسان الصليبيين قام بالدفاع عن قصر أولشتين. رغم أن من يعمل في مجال السياسة والجيش لا يكون له الكثير من الوقت لممارسة هوايته لانشغاله بعمله لكن نيكولاس كوبرنيكوس مارس هوايته في علم الفلك رغم أنه كان جندياً ودبلوماسياً.
كما عطلت التزامات الكثيرة كوبيرنيكوس عن إجراء الكثير من أعمال الرصد الفلكي والأبحاث الفلكية. أنفق كوبيرنيكوس 20 عاماً من العمل على نظرية مركزية الشمس، وكان عمله الأساسي تحت عنوان «عن دوران الأجرام السماوية» وقد انتهى من هذا العمل في عام 1539م، وقد ظهر عمله هذا لأول مرة في عام 1543م في مدينة فيرمبورك قبل وفاته بعدة سنوات.

## الثورة الكوبرنيكية
ترجع شهرة كوبرنيكوس إلى تبنيه فكرة وجود الشمس وليس الأرض كجسم ثابت في مركز المجموعة الشمسية - النظرية السائدة آنذاك - على أن تتحرك الأجسام الأخرى حولها. وبنظرية مركزية الشمس هذه وقف كوبرنيكوس مناهضاً لتعاليم بطليموس عن مركزية الأرض، التي ظلت وقتها طويلاً غير قابلة للطعن. وليس معروفاً على وجه الدقة متى كون كوبرنيكوس رأيه عن مركزية الشمس بدلاً من مركزية الأرض، ومن المحتمل أن يكون ذلك قد حدث مبكراً جدا حوالي عام 1507م بكتابة مقال صغير قدم فيه رأيه. واصطدم بصعوبات كثيرة أراد تذليلها أولاً قبل توزيع مقال أكبر. ولهذا الغرض قام كوبرنيكوس بأخذ أرصاد بنفسه وإن لم تساعده، حيث أنه أخذها بواسطة أجهزة يائسة بناها بنفسه، ولهذا رجع إلى أرصاد قديمة مليئة بالأخطاء.
وقد أنهى كوبرنيكوس بحثه الكبير بعد عام 1530م ببضعة أعوام وإن كان قد تردد في نشرة بسبب ما بدى له من صعوبات جديدة في تفسير حركة الكواكب. ولم يسمح كوبرنيكوس بطبع أي نسخة من هذا البحث إلا عام 1540م حيث طبع منه نسخة واحدة ثم بعد ذلك – نتيجة لضغط من أصدقائه – اضطر إلى طبع كتابه كله. وقد وصلت أول نسخة من الكتاب يوم وفاته إلى فراون بورج. وكان عنوان هذا الكتاب الشهير قد قد تغير أثناء الطبع بدون علم كوبرنيكوس. واحتوى الكتاب بالإضافة إلى الأفكار الجديدة عن المجموعة الشمسية على مقدم قصد بها واضعها إضعاف استنتاجات كوبرنيكوس.
أسس نظرية مركزية الشمس

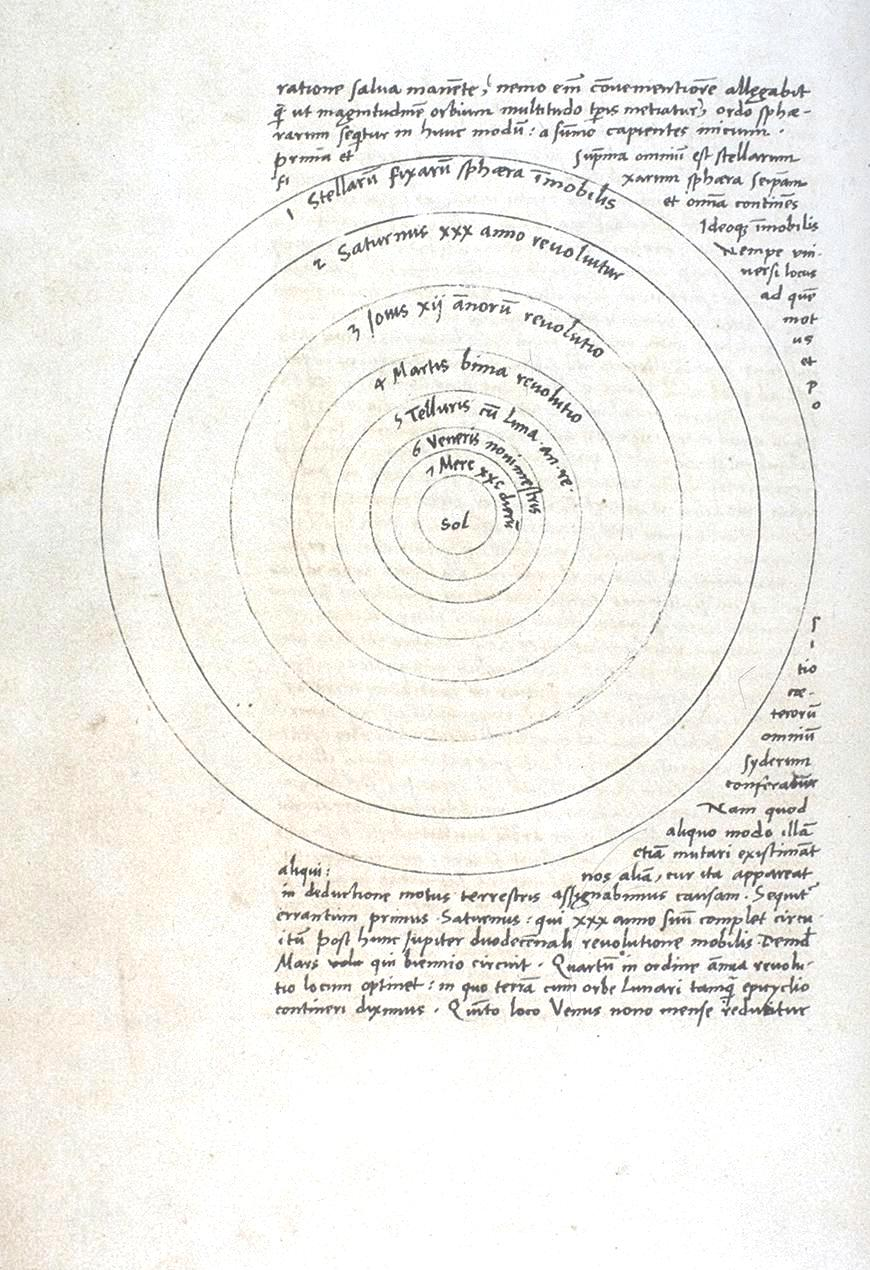
مخطوطة كتبها كورنيكوس بيده حول نظرية المركزية الشمس.

استند كوبرنيكوس في نظريته التي قدمها في هذا الكتاب إلى أن حركة الأجسام السماوية يمكن تفسيرها بطريقة أفضل وأبسط إذا تركنا فكرة وجود الأرض في مركز الكون. وقدم تعاليمه بأن الشمس تمثل مركز الكون وتدور حولها الكواكب في مدارات دائرية. والحركات المرصودة للأجرام السماوية عبارة عن حركات ظاهرية تأتى من ناحية حركة الأرض والكواكب الأخرى في مداراتها ومن ناحية أخرى فهي ناشئة من دوران الأرض حول محورها. وبذلك وضع كوبرنيكوس الأساس للآراء الحديثة. وقد أدى به افتراض مدارات دائرية على اختلاف مع الأرصاد، وبذلك وجد نفسه مضطراً للتخلي عن جزء من نظريته كما لجأ بالإضافة إلى ذلك إلى حركات إيبيسيكل من جديد. وبالرغم من ذلك لم تتمكن نظريته الكوكبية من تفسير الأرصاد بدقة أكثر عن النظريات عن النظريات القديمة. وبذلك لم تعارض تعاليمه في القرن اللاحق من الكنيسة فقط وإنما رفضها الفلكيون أيضاً.
آثار النظرية
تغيرت نظرة الإنسان إلى الكون المحيط به بصورة جذرية بظهور الثورة الكوبرنيكية - نسبة إلى كوبرنيكوس نفسه - في أوروبا التي بينت أن الأرض لم تعد هي مركز الكون كما كان يعتقد العلماء من قبل، بل هي كوكب صغير يدور حول نفسه وفي نفس الوقت حول نجم متوسط الحجم - الشمس - كما أدى النهج العلمي المميز لعلماء الثورة الكوبرنيكية إلى ظهور اكتشافات عظيمة على يد علماء تلك الحقبة أمثال كيبلر وغاليليو ونيوتن التي بينت أن الكون كتلة هائلة في الفضاء والزمن وأن حركة دوران الكواكب حول الشمس يمكن شرحها بقوانين مبسطة مثل تلك المتعلقة بالظواهر الطبيعية على أرضنا. فظاهرة المد والجزر مثلاً، تحدث عندما تتم عملية سحب ماء البحر بواسطة تأثير جاذبية القمر. وقد وسعت هذه النظرية والاكتشافات الأخرى المماثلة مدارك المعرفة لدى البشر،
تعد الثورة الكوبرنيكية إنجازاً عظيماً حيث قادت إلى فهم الكون على أنه مادة في حركة مستديمة محكومة بقوانين تستطيع أن تقدم تفسيرا منطقيا لحدوث الظواهر الطبيعية، وبالتالي يمكن التنبؤ بالظاهرة الطبيعية والتأثير عليها، بكل ثقة، كلما كانت الأسباب معروفة على النحو الكافي وأصبحت العلوم وتطبيقاتها الأسلوب الناجح لتقصي الحقائق وحل المشاكل، فقد عاصر كوبرنيك علماء وفنانين ساهموا، كل منهم في مجاله، في التنوير الأوربي، فقد عاصرمايكل أنجلو وليوناردو دافنشي وكريستوف كولومبوس وفاسكوديغاما وماجلان ومارتن لوثر.

### شرح نظرية كوبيرنيكوس
إن الثورة العلمية التي أحدثها كوبيرنيك تقوم على نقض مفهوم النظرية التاريخية القائمة وهي نظرية مركزية الأرض، وهي النظرية القائلة بأن الأرض هي مركز الكون - المجموعة الشمسية - وأن كل الكواكب تدور في فلكها، وكانت هذه النظرية قائمة على ملاحظات الإنسان بأن الشمس شكلياً هي التي تدور حول الأرض وتبدأ دورتها من الشرق إلى الغرب، وقد أسس لهذه النظرية العالم اليوناني بطليموس. كان كوبيرنيك هو أول من عمل في هذا الوقت المعاصر على نموذج مركزية الشمس في المجموعة الشمسية. وقد أسس نظريته على ما كان معروفاً من حركة الكواكب وبفضل الحسابات الجديدة التي قام بإجرائها ومراقباته الفلكية تأسست نظريته على عنصرين هامين هما: تدور الكواكب في فلك حول الشمس. والأرض واحدة من هذه الكواكب وتدور حول محورها.
أصبحت هذه النظرية هامة للغاية ليس فقط لأنها أساس لعلم جديد بل حطمت بعض الأفكار التي كانت سائدة ومحاولة للوقوف ضد الأفكار الثابتة التي سادت في هذا المجال. ويمكن القول بأن كوبيرنيك قد ساهم في نشأة علم متحرر من الايدلوجيات والعقائد الدينية، أثرت نظرية كوبيرنيك على نظرة الإنسان بالنسبة لوضع الأرض في هذا الكون. وبهذا لم يعد الإنسان سيداً وذو صفة مركزية في الكون ولكنه جزء من هذا الكون. قام كوبيرنيك بوضع الشكل العام لنظريته في سنة 1510 في عمله تحت عنوان «تعليق صغير» والذي لم ينشر بشكل رسمي. تأسست نظريته وتبلورت بالكامل بعد 15 عاماً من هذا الوقت بعد قيامه بعدة أبحاث فلكية. كان عمله الأساسي «عن دوران الأجرام السماوية» المنشور في عام 1543 عبارة عن محاضرة له عن نظرية الفلك والخاصة بدوران الأرض وكواكب أخرى حول الشمس. وقد أسس نظريته على الحسابات الفلكية.

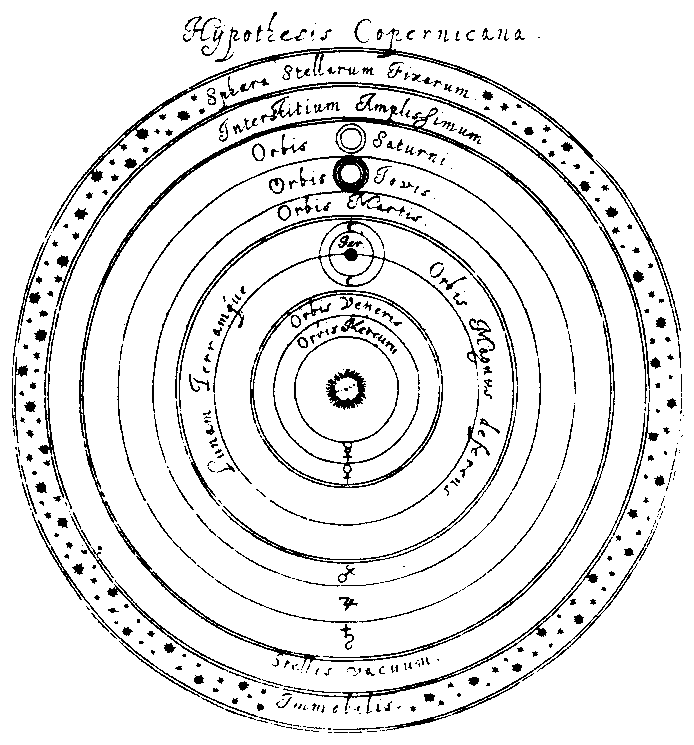
النظام الكوني كما تصورة كوبرنيكوس.

كان كوبرنيكوس مولعا بالفلك وكان شديد التأثر والإعجاب بالعالم العربي البتاني واقتبس الكثير من أعماله كما ذكر كوبرنيكس في كتابه، كما كان أكثر ما يزعج كوبرنيكس في نظرية بطليموس انها معقدة للغاية. مسارات الكواكب كانت عبارة عن خليط من الدوائر - epicycle - كما ان تصور بطليموس يحتوي على خمس مصادفات غريبة. الا وهي ان كل من الكواكب الخمسة عطارد، زهرة، المريخ، المشتري وزحل كلها تدور دورة كاملة حول الأرض في عام كامل. قال كوبرنيكس كما قال ارسطرخس قبله بل ان الأرض هي التي تدور حول الشمس في عام كامل ونتيجة لهذا تبدو الكواكب وكأنها هي التي تدور حول الأرض في عام. كما كان لنظرية كوبرنيكوس ميزة أخرى عن نظرية بطليموس. فباستخدام نظرية كوبرنيكوس يمكن حساب المسافات النسبية بين الكواكب بعضها وبعض. وكان هذا غير ممكن في اطار نظرية بطليموس.
عرض كوبرنيكوس افكاره على اصدقائه فرحبوا بها وشجعوه وطالبوه ان ينشرها. لكن كوبرنيكس كان مترددا فهو كان يخشى رد فعل الكنيسة. لذلك كان من حين لاخر يسرب بعض النتائج تحت أسماء مستعارة لجس النبض ولملاحظة رد الفعل علي اطروحاته. وفي اخر أيامه اقتنع بانه يجب أن ينشر أعماله. ففعل. ولكن عندما ابصر كتاب كوبرنيكوس الضوء كان كوبرنيكس على فراش الموت.
لم يكن كوبيرنيك ميالاً لنشر نظريته الجديدة حيث أن هذا يشكك في العقائد الدينية والخاصة بنشأة الكون. تسبب عمله هذا في إثارة العديد من المناقشات الدينية والايدلوجية حيث كانت هذه النظرية تتنافى مع نصوص العهد القديم. وعلى عكس الكنيسة الكاثوليكية التي وضعت هذا الكتاب في قائمة الكتب المحرمة قام مفكرو البروتستانت مثل مارتين لوثر وكالفين بقبول نظريته. بجانب الوسط الديني كان الوسط العلمي أيضاً يسوده الارتباك، بعض العلماء المعاصرين لكوبيرنيك رحبوا بحساباته الرياضة التي شملتها نظريته، لكن معظمهم رفضوا النظرية كامة ً لنفس الأسباب التي عارضت بها الكنيسة عمله. لكن بعد مائتي عام انتشرت نظريته وسادت في الأوساط العلمية، وذلك من خلال أعمال كبلر وغاليليو، أما أبحاث برادلي في بداية القرن 18 فقد اتت بأدلة جديدة على صحة نظرية كوبيرنيك وحركة دوران الأرض حول الشمس.
قاموس المصطلحات
مركزية الأرض: هي نظرية تقول بأن الأرض هي مركز الكون وأن كافة الكواكب تدور حولها ومؤسس النظري هو الفلكي اليوناني بطليموس (عاش ما بين 100-168). مركزية الشمس: هي نظرية تقول بأن الشمس هي مركز الكون وأن كافة الكواكب تدور حولها ومنها الأرض، هذه النظرية كانت فكرة لدى اليونانيون القدماء والذين أخذوها بدورهم من الكهنة المصريين في العصر الفرعوني، وكن النظرية التي سادت كانت نظرية بطليموس والتي قام ميكواي كوبرنيك بالثورة عليها مشيرا إلى أدلة جديدة تثبت نظرية مركزية الشمس.

### التعليق الصغير
نقدم بعض النظريات العامة الخاصة بنظرية مركزية الشمس التي أوضحها في عمله المعنون «التعليق الصغير» في السطور التالية: حيث أنه لم يكن بعد في هذا الوقت متأكدا من صحة نظريته خاصة أن العلماء الذين أرسل لهم نسخا من عمله تقبلوا ذلك بتحفظ، وذلك راجع إلى تأثير العهد القديم على تفكيرهم، ولكن في نفس الوقت قابل ردود أفعال إيجابية من بعضهم. في هذا المذكور أعلاه قدم كوبيرنيك 7 فرضيات وهي كالتالي:

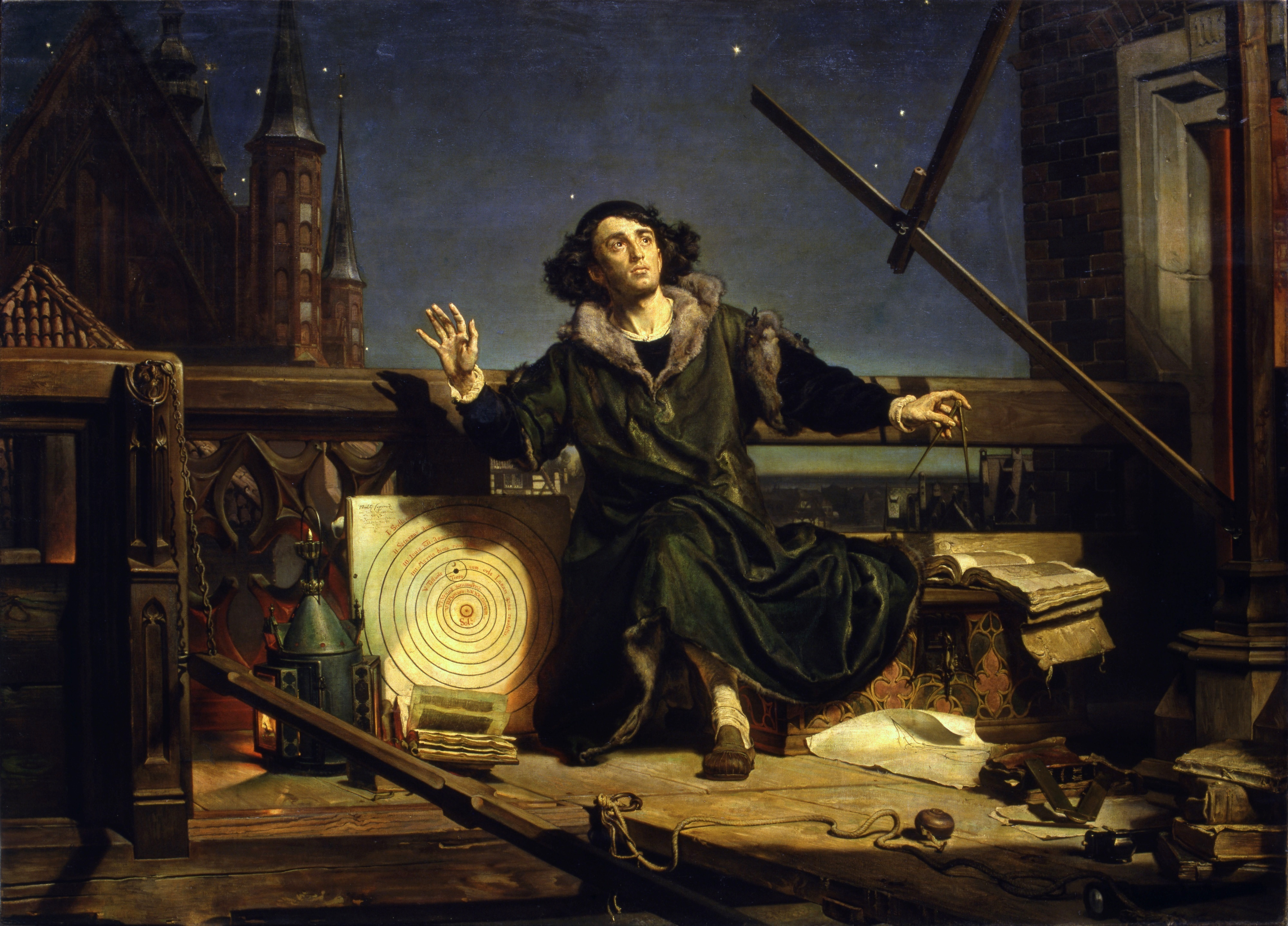
رسمه تخيلية لكوبرنيكوس أثناء قيامه بحساباته الفلكية.

- الفرضية الأولى، لا توجد نقطة مركزية لكل الأفلاك السماوية في الكون.
- الفرضية الثانية أن الأرض ليست مركزا للكون بل هي مركز الثقل وفلك القمر.
- الفرضية الثالثة كل الكواكب تدور حول الشمس ولهذا بالقرب من الشمس يتواجد مركز الكون.
- الفرضية الرابعة نسبة تباعد الشمس عن الأرض أقل من نسبة نصف قطر فلك الأرض إلى بعدها عن الشمس ولهذا فان البعد هذا غير ملحوظة مقارنة ببعد المجال الفلكي من الأرض.
- الفرضية الخامسة الحركة الظاهرية في المجال الفلكي سببها حركة الأرض وليس حركة الشمس الذاتية. فالأرض بكل ما عليها تدور حول نفسها في خلال 24 ساعة لفة كاملة وقطباها لم يحدث عليما أي تأثير كما أن المجال الفلكي والسماء لم يحدث فيهما أي تغيير.
- الفرضية السادسة حركة الشمس الملاحظة ليست حركة ذاتية لها ولكنها ناتجة عن حركة الأرض في فلكها والتي تدور حول الشمس مثل أي كوكب آخر.
- الفرضية السابعة ما يشاهد في حركة الكواكب سواء إلى الأمام أو الخلف ليس ناتجا عن الكواكب بل ناتج عن حركة الأرض، ولتوضيح ما يجري في السماء يكفينا أن نعرف الحركة التي تقوم بها الأرض.

## وفاته

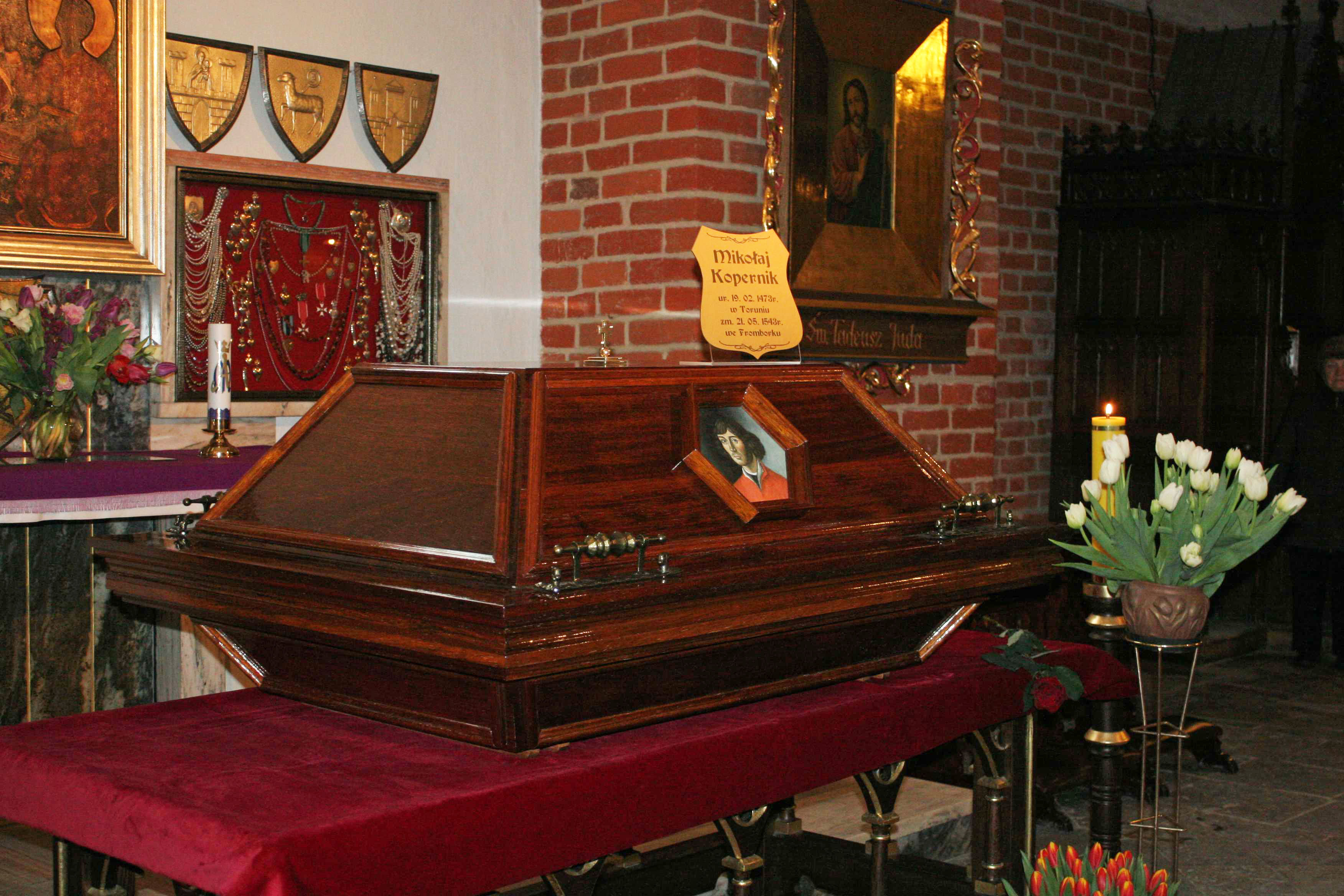
رفات كوبرنيكوس في كاتدرائية فرومبورك.

توفى بتاريخ 24 مايو 1543 في فرومبورج. مات كوبرنيكس عن عمر يناهز السبعين عاما يوم صدور كتابه «عن حركه الاجرام السماوية» دون أن يدري أي اثر سوف تلعبه اطروحاته في مجري التاريخ. فلقد اسست اطروحاته لعهد جديد لا توجد فيه قيود على الفكر. والهمت افكاره مفكرين عصر التنوير وحثتهم على البحث وراء الموجود وعدم الاستسلام للامر الواقع أو الأفكار والتصورات الرجعية. وكانت الثورة الفرنسية أحد نتائج هذا الفكر.
أعلن في يوم الموافق 28 ديسمبر 2009 أنه سيُعَاد العام المقبل دفن رفات نيكولاس كوبرنيكوس والتي اكتشفها علماء أثار عام 2005. تم اكتشاف جمجمة وعظام الأرجل الخاصة بكوبرنيكوس خلال عمليات تنقيب قام بها علماء أثار بولنديون قبل أربعة أعوام في كاتدرائية فرومبورك، وهي المدينة التي أجرى فيها كوبرنيكوس معظم تجاربه العلمية. وكشف تحليل الدي ان ايه عن أن العظام تعود إلى كوبرنيكوس. وقال المتحدث باسم كنيسة ابرشية فارميا حيث توفي كوبرنيكوس انه سيعاد دفن رفاته تحت كاتدرائية فرومبورك يوم 22 مايو 2010. يأتي ذلك تزامنا مع احتفالات الذكرى السبع مئة والخمسين لإقامة كاتدرائية فرومبورك، التي كان العالم كوبرنيكوس عضوا فيها.

## الإرث الثقافي

تمثال نصفي لكوبرنيكوس.

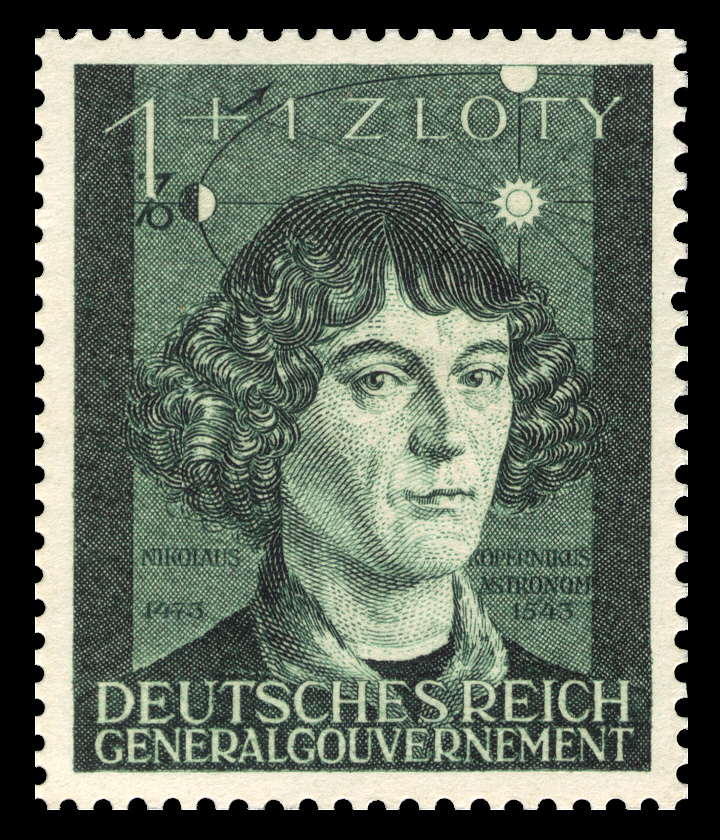
طابع تشريفي تذكاري لكوبرنيكوس في ألمانيا.

### بين أرسطو وكوبرنيكوس
ولعقد مقارنة لمعرفة قيمة كوبرنيكوس في تاريخ العلم فقد كان أرسطو مثلاً يعتقد أن الأرض هي مركز الكون وأنها ثابتة وأن الحركة الدائرية هي الكمال الأقصى وبذلك فإن الشمس والقمر والكواكب والنجوم تتحرك حول الأرض في أفلاك دائرية منتظمة. وقد طور بطليموس في القرن الثاني قبل الميلاد فكرة أرسطو لتصبح نموذجا كاملاً فالأرض تقف في المركز تحيط بها ثمان كرات تحمل القمر والشمس والنجوم والكواكب الخمسة المعروفة وقتها. وقد انتقل العلم الأرسطي ومنطقه بالكامل إلى العالم المسيحي بعد أن تبنته الكنيسة وأجرت عليه التعديلات اللازمة، حتى تجعله متوافقاً مع تعاليم الدين المسيحي في القرن الحادي عشر، واستمرت السيادة الفكرية للكنيسة المعززة بآراء أرسطو إلى القرن الرابع عشر الميلادي.
وقد تغلغل النظام الأرسطي في العالم المسيحي، حتى إن النظام الكوني كما صوره دانتي وطوما الأكويني لا يخرج عنه كثيراً، وهكذا كان الكون محدداً ومنسجماً ومتسق الترتيب في جميع أجزائه، كما كان هناك عالم ثابت من العلاقات الاجتماعية والمصالح التي تكتسب شرعيتها من الله، وهو عالم يعكس النظرة السائدة التي كانت تنظر إلى العالم الطبيعي على أنه أيضاً عالم ثابت الأركان، وأن البشر أنفسهم فوق هذه الأرض هم الجزء المركزي من خليقة الله، فالطبيعة والبشر موجودات لخدمة الله وخدمة ممثليه على الأرض، أي السادة من الحكام والرهبان. انقضت عشرون قرناً على وجه التقريب ظل فيها العلم الأرسطي سائداً قبل أن يبزغ فجر العلم الحديث الذي أحدث ثورات بعيدة الأثر عدلت كل المفاهيم العلمية تقريباً وغيرت من نظرتناً إلى العالم تغييراً جذرياً عندما جاءت الثورة الكوبرنيكية.

#### بعض مناهل العلم التي أفادت كوبرنيكوس
واحد من كبار الفلكيين العرب وهو البتاني كان يعتبر علم الفلك من أرقى العلوم، بل ووضعه فوق العلوم الدينية، ان ما وصل اليه العرب في مجال الفلك شيء هام وملموس وأكثر أعمالهم ذات استخدامات عملية مثل تحديد القبلة ومواعيد الصلوات الخمس. بدأت أعمال الرصد الفلكي منذ القرن التاسع الميلادي خاصة في كل من بغداد ودمشق، ولا ينبغي أن ننسي أيضاً المساهمة العربية في العلوم الرياضية وإيجاد علم الفلك الرياضي، خاصة في تطور علم حساب المثلثات والجبر والهندسة الفراغية القائمة على حساب المثلثات والتي بدونها لا يتم القيام بالحسابات الفلكية. بالرغم من أن علماء الفلك العرب لم يبلوروا نظرية فلكية بهذا الشأن حيث انتقدوا نظرية بطليموس في مركزية الأرض، ومن أهم العلماء الذين انتقدوا ذلك ابن الهيثم وابن رشد. وبالرغم من أنهم لم يخرجوا بنظرية موحدة فقد اقترحوا حلول عملية لأفكار بطليموس الخاصة بنشأة الكون.
يشير المؤرخون في كثير من الحالات عن الحلول الرياضية التي قام بها العلماء العرب والمتعلقة خاصة بأعمال الرصد في مراغة والتي قام بها الفلكي نصر الدين الطوسي، حيث ظهرت هذه الحسابات بعد مائتي عام في أعمال ميكواي كوبيرنيك. كذلك فان أعمال ابن الشاطر التي أصبحت بعض نظرياته موجودة لدى كوبيرنيك مثل ما وضعة حول كوكب عطارد والقمر. كما قام كوبيرنيك باستخدام مزدوجية الطوسي، وتشكيل الكواكب المشابه لذلك في الكواكب التي تدور في فلك أكبر من فلك الأرض، كما في نموذج مؤيد الدين الأوردي وقطب الدين الشيرازي. يرجح بعض المؤرخين أن كوبيرنيك استخدم النقل التاريخي ولكن ينبغي الإشارة هنا بأن كوبيرنيك لم يعرف العربية وكان بعيدا عن الجو الأكاديمي وينبغي أن نشير إلى أن كوبيرنيك كان يقدر مساهمة العلماء في تطور العلوم والدليل على ذلك أنه في عمله أشار إلى البتاني.

### نيكولاس وابن الشاطر
حتى منتصف القرن الماضي كان يُعتقد أن أعمال كوبرنيكوس أصيلة وهو من قام باختراعها، لكن بعد اكتشاف مخطوطات جديدة تعود إلى ابن الشاطر، تبدل هذا المفهوم كُليةً، حيث وجد أن جميع النماذج الفلكية (ما عدا مركزية الشمس) التي استخدمها نيكولاس كانت متشابهة للغاية مع أعمال مدرسة مراغة وبالتحديد مع ابن الشاطر، لدرجة أن أحد المؤرخين وصف نيكولاس بـ«آخر طلاب مدرسة مراغة»

مزدوجة الطوسي التي عمل بها كوبرنيكوس دون أن يذكر مصدرها

في حين يصرح نويل سويردلو: «نموذج كوبرنيكوس عن كوكب عطارد كان متطابقاً مع نموذج ابن الشاطر الخاطئ أصلا». لذا يظهر أنه نقل نفس نموذج ابن الشاطر حرفياً دون أن يذكر المصدر، لكنه كُشف بسبب أنه كان يتضمن نفس الأخطاء.
مؤرخ العلوم توبي هيف يقول متحدثاً عن الإنجازات العربية في العلوم الطبيعية: «ويتمثل هذا الإنجاز في العلوم الطبيعية خير ما يتمثل بتطوير النماذج الفلكية للعالم التي كانت تعادل رياضياً žنماذج كوبيرنكس التي ظهرت بعد ما يقرب من مائتي سنة.»
حين يتم الحديث عن النماذج الفلكية فإن المقصود هو:
1. استعمال كوبرنيكوس لمزدوجة الطوسي (الشكل في الصورة على اليسار) كما استعملها فلكيوا مراغة.
2. النماذج الفلكية لخطوط الطول في كتابه الشرح المختصر (Commentariolus) مستمدة من نماذج ابن الشاطر.
3. استندت النماذج الخاصة في دوران الأجرام السماوية لكوبرنيكوس إلى مدرسة مراغة.
4. أما النماذج القمرية عند كوبرنيكوس ومدرسة مراغة فهي متطابقة.

أما الضربة القاصمة فهي الاكتشاف الحديث (قبل بضعة عقود) لمخطوطات عربية تعود إلى ابن الشاطر كانت مخبأةً في بولندا مسقط رأس كوبرنيكوس والمكان الذي مات فيه مما يؤكد بشكل قوي للغاية أنه كان ينقل تلك المخطوطات وينسبها إلى نفسه.

### أشياء نسبت إليه

#### القمر الصناعي كوبرنيكوس
أطلق اسم كوبرنيكوس على نظام أوروبي جديد يجمع بين صفات قمر صناعي لمراقبة الأرض حيث تُجْمَع البيانات التي يحصل عليها إلى المعلومات التي تم التقاطها على الأرض لإنشاء مركز توقعات على مستوى شامل يساعد على توقع أحوال البيئة والأمن ويكون عينأ ساهرة على الأرض، موفراً معلومات حول التغيرات المناخية والكوارث الطبيعية، إلى جانب الأزمات الإنسانية التي تشكل تحديات هذا العصر.

## وصلات خارجية
- نيكولاس كوبرنيكوس على موقع الموسوعة البريطانية (الإنجليزية)
- نيكولاس كوبرنيكوس على موقع إن إن دي بي (الإنجليزية)